# Óscar Manresa
Óscar Manresa (Barcelona, 1962) es un chef español titular de restaurantes como La torre de Alta Mar o Casa Guinart de Barcelona. 

## Biografía
Muy vinculado al Mercado de la Boquería, abrió su primer restaurante El magatzem del Port, en la Barceloneta y luego abrió, en 2002, La Torre de Altamar en una de las torres del Teleférico de Barcelona. En la actualidad, además de La Torre de Altamar, tiene numerosos restaurantes entre los que destacan la centenaria Casa Guinart, en la Boquería, donde también tiene el exclusivo Altar, el Tejada Mar y los restaurantes Kauai y Catalina, ambos en Gavà Mar, Barcelona.
Fue escogido para formar parte de Las mejores 50 historias de Éxito, por la escuela de negocios EADA. , colabora en publicaciones del Basque Culinary Center  y con la FEN (Fundación Española de la nutrición).
Ha sido asesor de numerosos proyectos como Le Kashba, El restaurante japonés Taira, la cocktelería Rien de Rien en el Hotel Palace de Barcelona, del Ópera Sanfaina, en el Liceo de Barcelona o consultor gastronómico del grupo Caldea en Andorra
Fue miembro de 2012 a 2015 del comité de dirección de Barcelona Premium, programa de promoción del turismo de lujo en la ciudad de Barcelona, y Chef representante de la Generalitat de Catalunya en Shangai en los años 2007, 2008 y 2009 y Chef representante de Turismo de Barcelona en Glasgow (Escocia) en 2008.
Tiene una fundación con su nombre para ayudar a los más necesitados y ofreciendo comidas solidarias.

## Libros
Mi Boquería, Planeta  en el año 2018
La barbacoa Editorial Debate  en el año 2021